# Narella vermifera
Narella vermifera is een zachte koraalsoort uit de familie Primnoidae. De koraalsoort komt uit het geslacht Narella. Narella vermifera werd in 2007 voor het eerst wetenschappelijk beschreven door Cairns & Bayer. 